# Réserve naturelle nationale de la haute vallée du Béranger
La réserve naturelle nationale de la haute vallée du Béranger (RNN14) est une réserve naturelle nationale située dans le département de l'Isère. Couvrant une surface de 84 ha, la réserve naturelle a été créée en 1974 pour servir de zone tampon au parc national des Écrins.

## Localisation

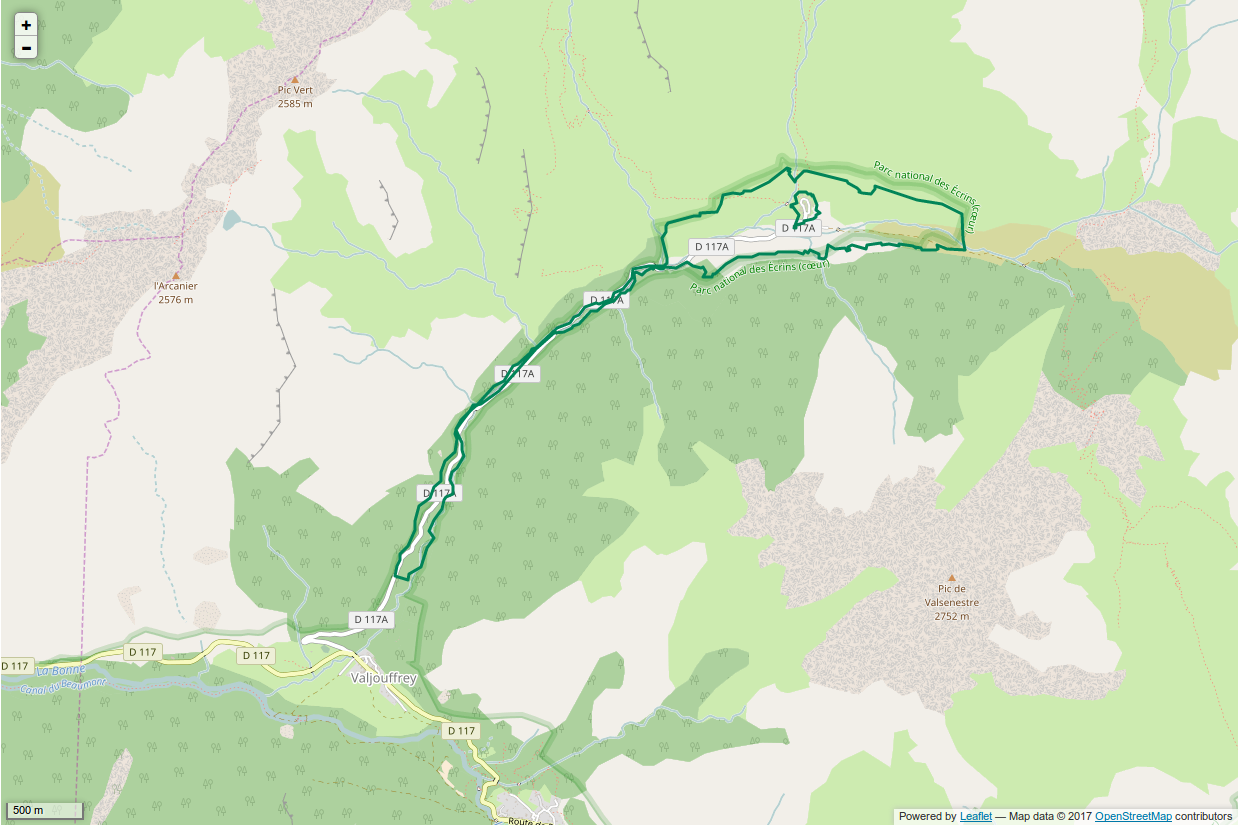
Périmètre de la réserve naturelle.

Le territoire de la réserve naturelle est en Auvergne-Rhône-Alpes dans le département de l'Isère sur la commune de Valjouffrey. Il est accolé au nord-ouest du Parc national des Écrins et s'étage de 1 070 m à 1 400 m. Il entoure en l'excluant le hameau de Valsenestre ainsi qu'une grande partie du cours du torrent du Béranger, affluent de la Bonne.

## Histoire du site et de la réserve

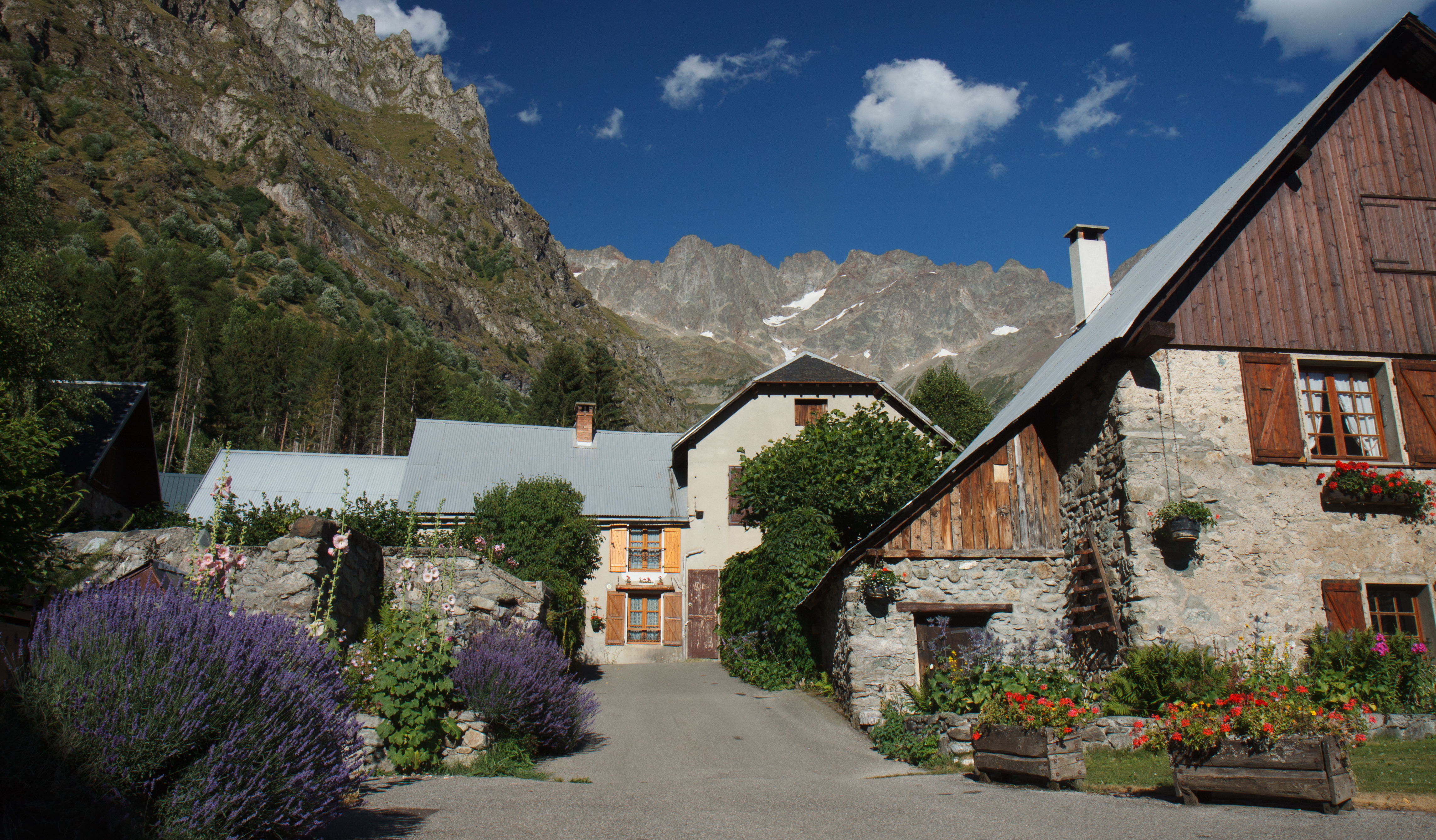
Le hameau de Valsenestre.

La réserve naturelle de la haute vallée du Béranger fut mise en place en 1974 en même temps que celles des hautes vallées du Vénéon, de la Séveraisse et de Saint-Pierre pour servir de zone tampon au Parc national des Écrins.

## Écologie (biodiversité, intérêt écopaysager…)
Le site regroupe un ensemble de milieux très variés : torrent, ripisylve, bois de feuillus et de conifères, prairie, pâturage, friches, rochers.

### Flore

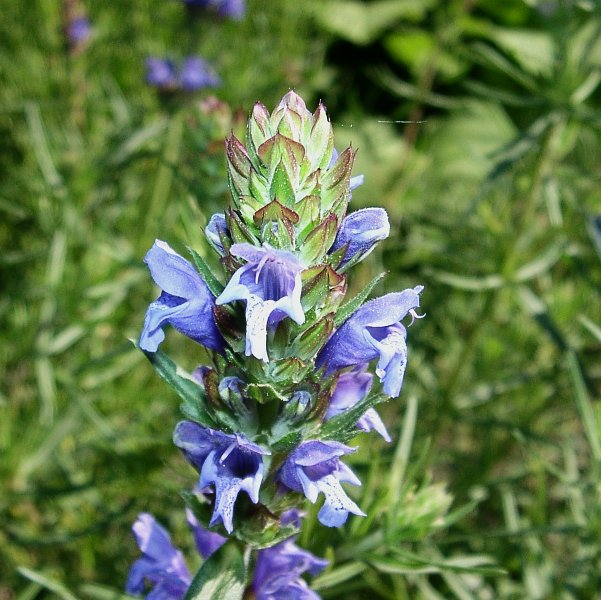
Dracocéphale d'Autriche

La flore compte 136 espèces dont le Rhapontique des Alpes, la Clématite des Alpes, la Primevère hérissée, l'Astragale de Montpellier, le Dracocéphale d'Autriche.

### Faune

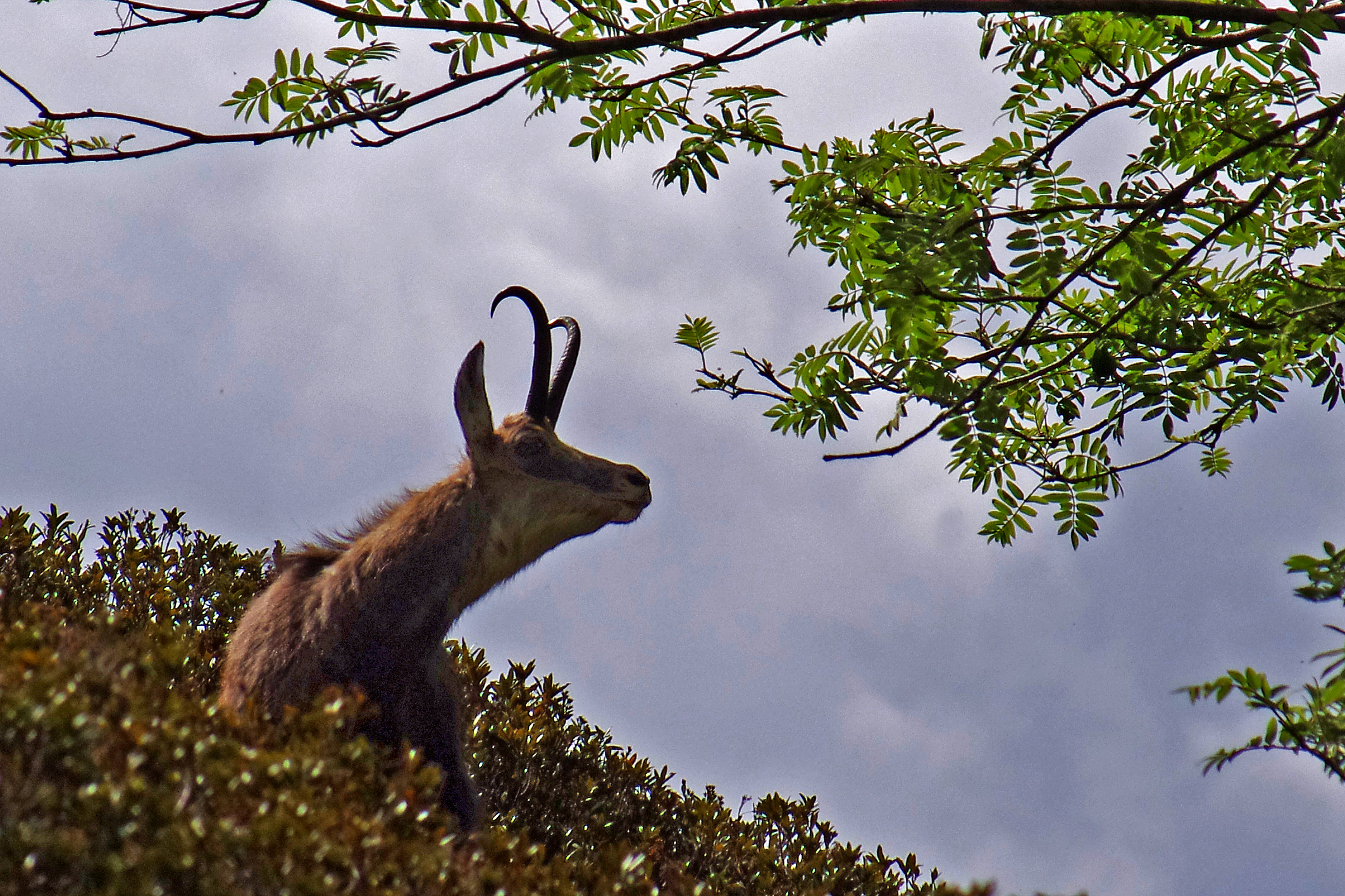
Chamois au printemps

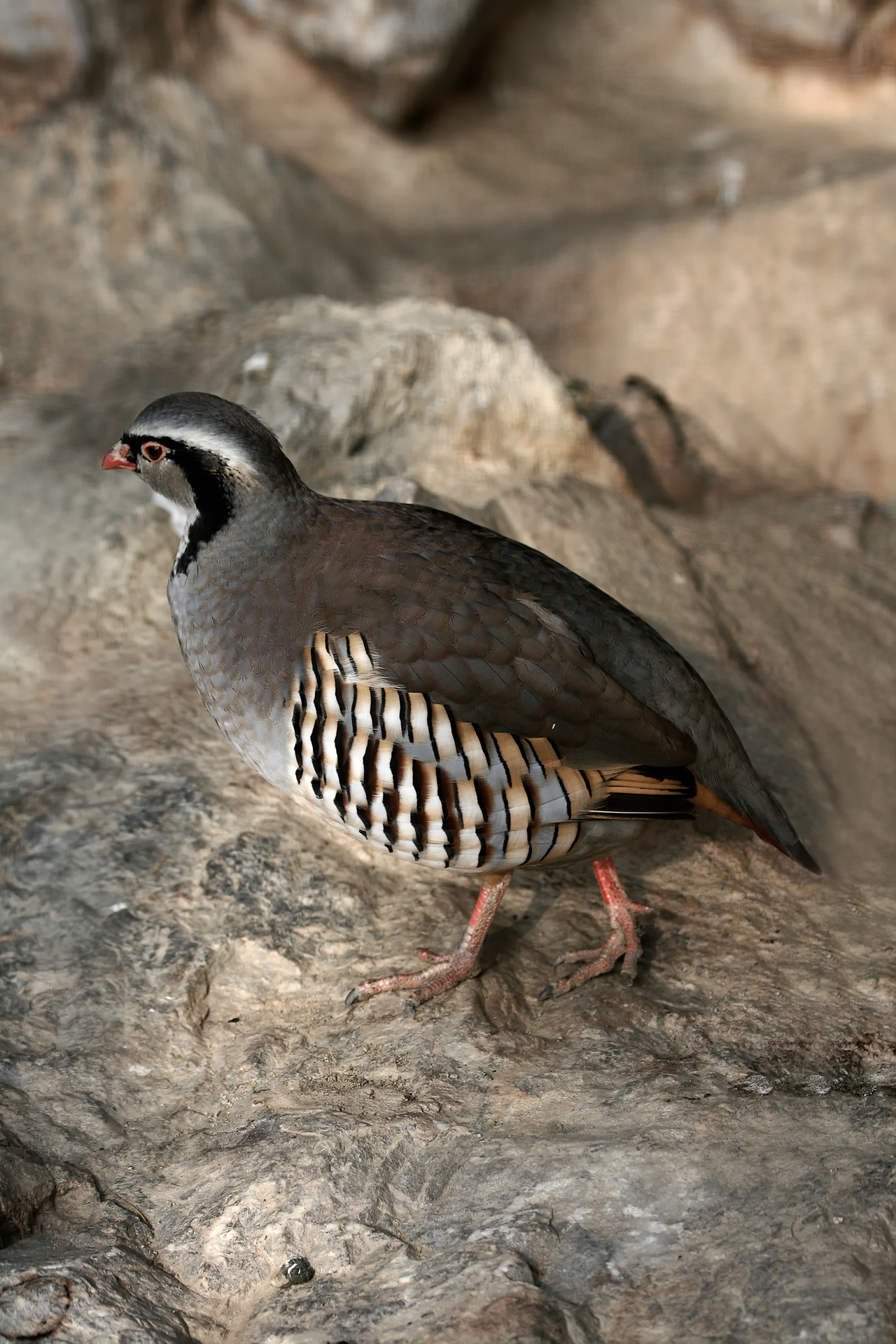
Perdrix bartavelle

Les mammifères comptent 16 espèces dont le Chamois, le Bouquetin, la Marmotte, le Lièvre variable. On trouve 5 espèces de reptiles (Lézard vert, Coronelle lisse), 2 espèces d'amphibiens. 
L'avifaune recensée compte 72 espèces dont 35 sont nicheuses : Perdrix bartavelle, Chouette de Tengmalm, Gélinotte des bois, Pic noir, Grand-duc d'Europe.

## Intérêt touristique et pédagogique
Des sentiers de randonnée pédestre traversent la réserve naturelle.

## Administration, plan de gestion, règlement
La réserve naturelle est gérée par le parc national des Écrins.

### Outils et statut juridique
La réserve naturelle a été créée par un décret du 15 mai 1974 puis reclassée par un décret du 21 juin 2011.